# Browns Canyon National Monument

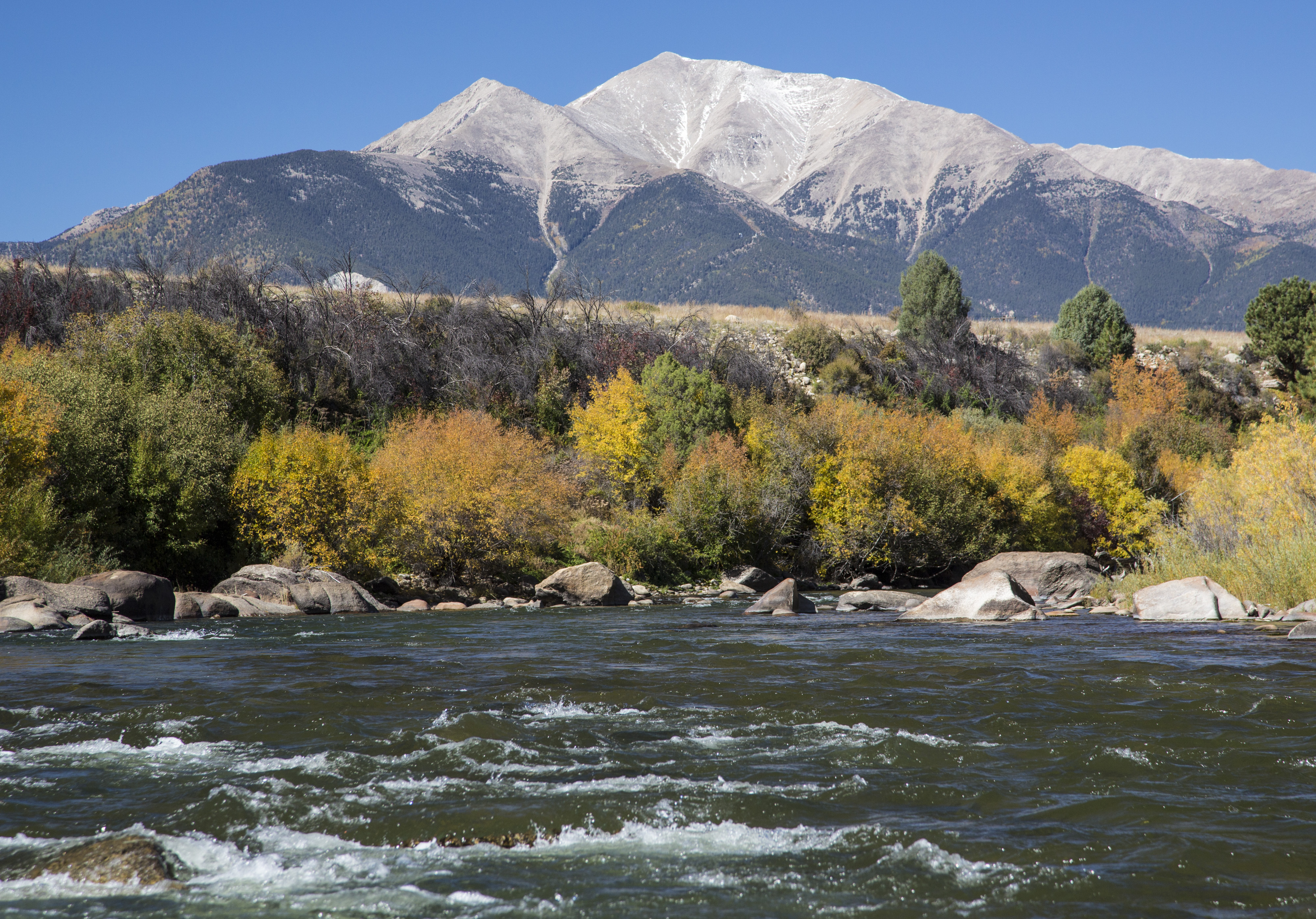
Arkansas River mit Bergen im Browns Canyon National Monument

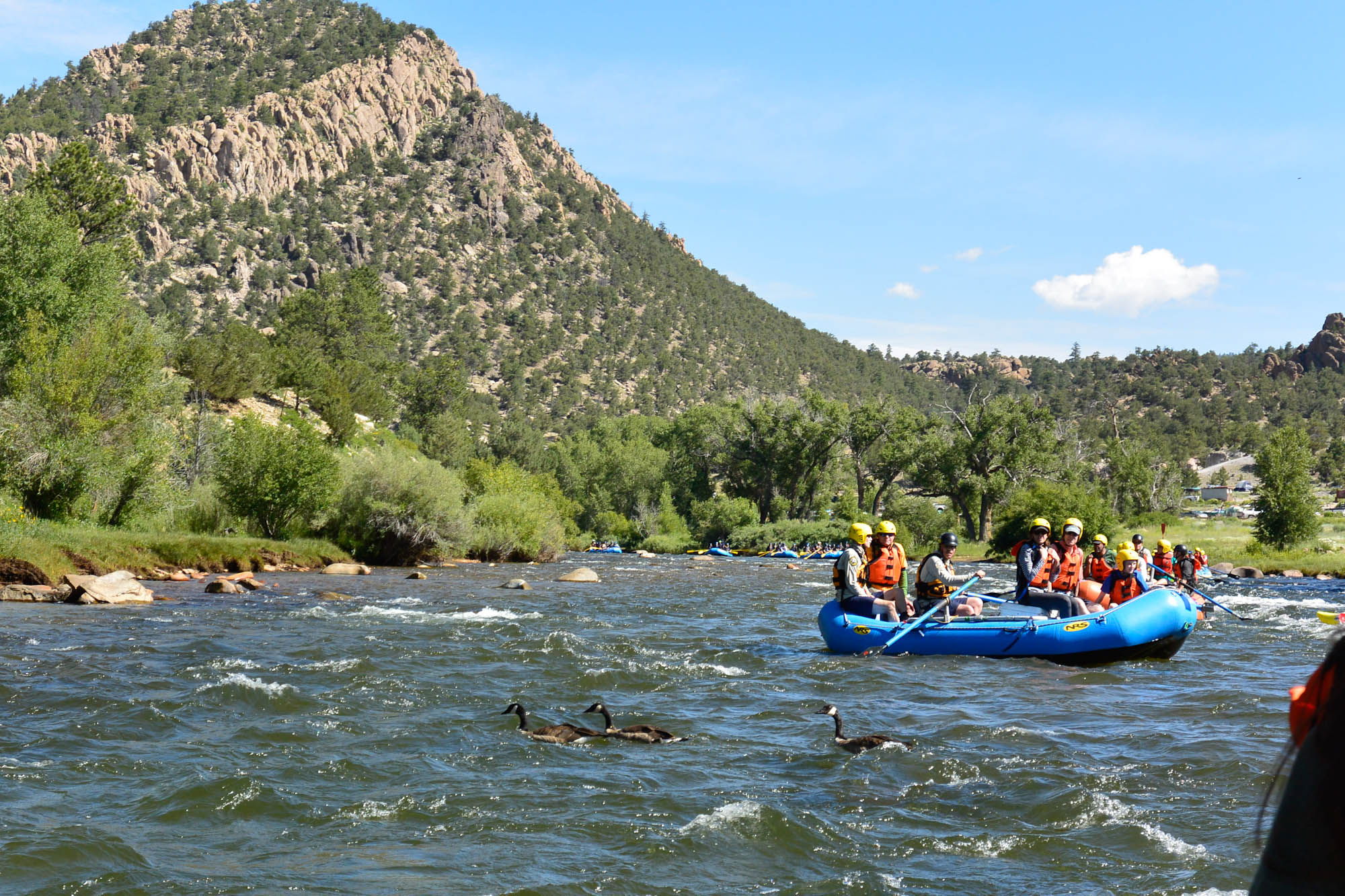
Rafting auf dem Arkansas River

Das Browns Canyon National Monument ist ein US-amerikanisches National Monument im Chaffee County in Zentrum Colorados. Im Gebiet liegt der Abschnitt vom Arkansas River im Browns Canyon mit der Umgebung. Es wurde durch Präsident Barack Obama durch eine Presidential Proclamation am 19. Februar 2015 mit einer Flächengröße von 21.586 Acres (8736 ha) ausgewiesen.

## Verwaltung und Flächenbesitz
Die Verwaltung liegt beim Bureau of Land Management (BLM) und United States Forest Service (USFS). 11.836 acres Acres vom Browns Canyon National Monument gehören zum San Isabel National Forest und 9750 acres Land unter Verwaltung des BLM. Die gesamten Flächen befinden sich im Bundesbesitz und wurde bereits vor der Ausweisung vom BLM und USFS betreut. Privatgrundstücke innerhalb der Grenzen des National Monumentes sind nicht Teil des Schutzgebietes. Diese Privatgrundstücke können nur Teil des National Monuments werden, sofern sie freiwillig von den Vereinigten Staaten erworben werden können. Erwirbt der Bund Privatgrundstücke innerhalb des National Monument, so werden diese Grundstücke Teil des Schutzgebietes. Die Ausweisung des National Monuments hat keinen Einfluss auf die Rechte von Eigentümern von Grundstücken, welche sich nicht im Eigentum der USA befinden im oder an den Grenzen des Schutzgebietes.
Die Schutzausweisung berührt nicht bestehende Bewilligungen für die Beweidung mit Vieh innerhalb des Gebietes und diese darf weiterhin fortgeführt werden. Auch die Nutzung von Wasserrechten im Schutzgebiet wird im Schutzgebiet nicht eingeschränkt.
Im Schutzgebiet ist Wandern, Angeln, Rafting, Jagen,  Vogelbeobachten, Klettern, Mountainbiken und Reiten erlaubt.
Außer für Notfälle oder Verwaltungszwecke ist die Benutzung von motorisierten Fahrzeugen nur auf dafür vorgesehenen Straßen und Wegen gestattet.

## Tierarten

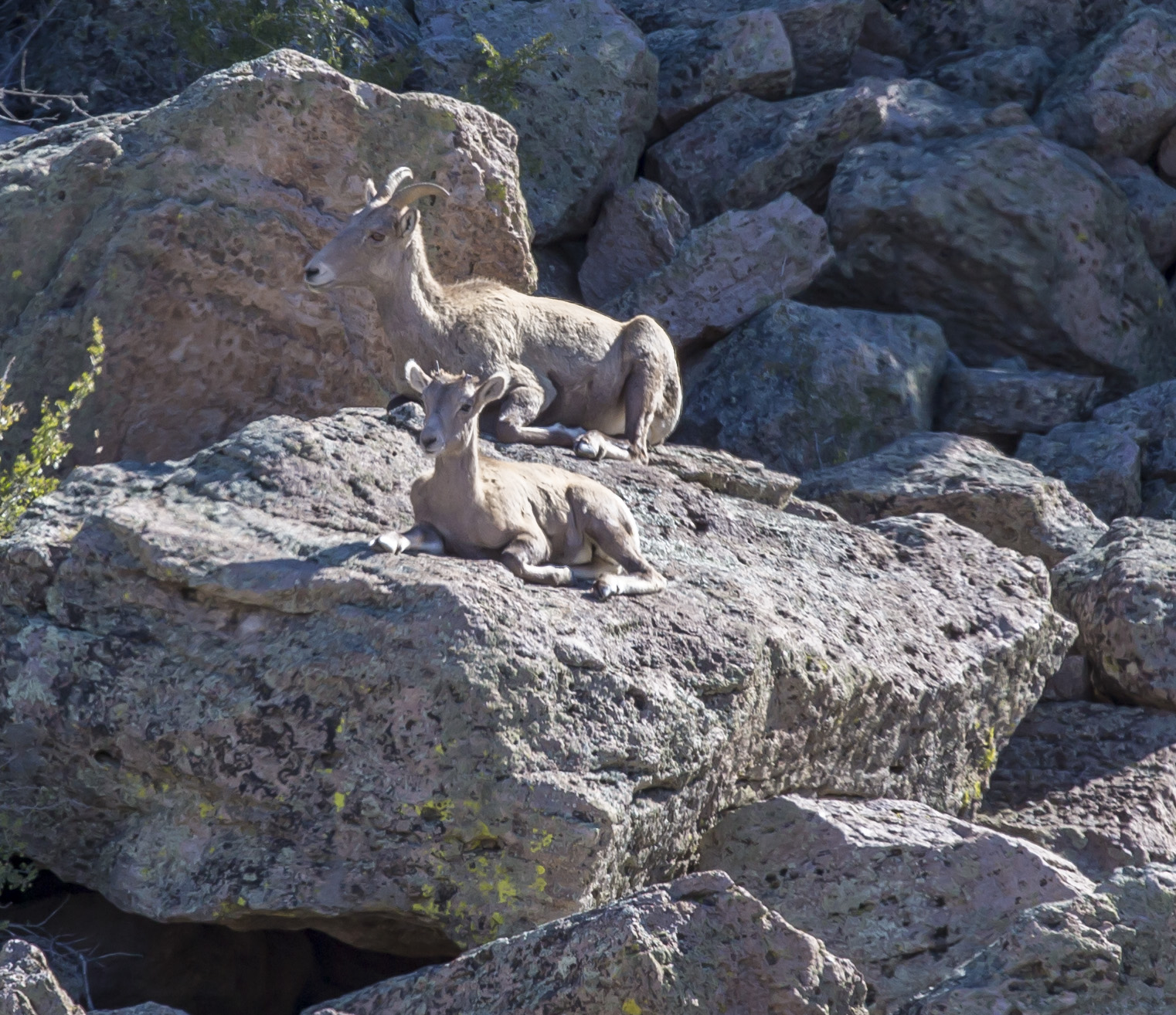
Zwei Dickhornschaf im Schutzgebiet

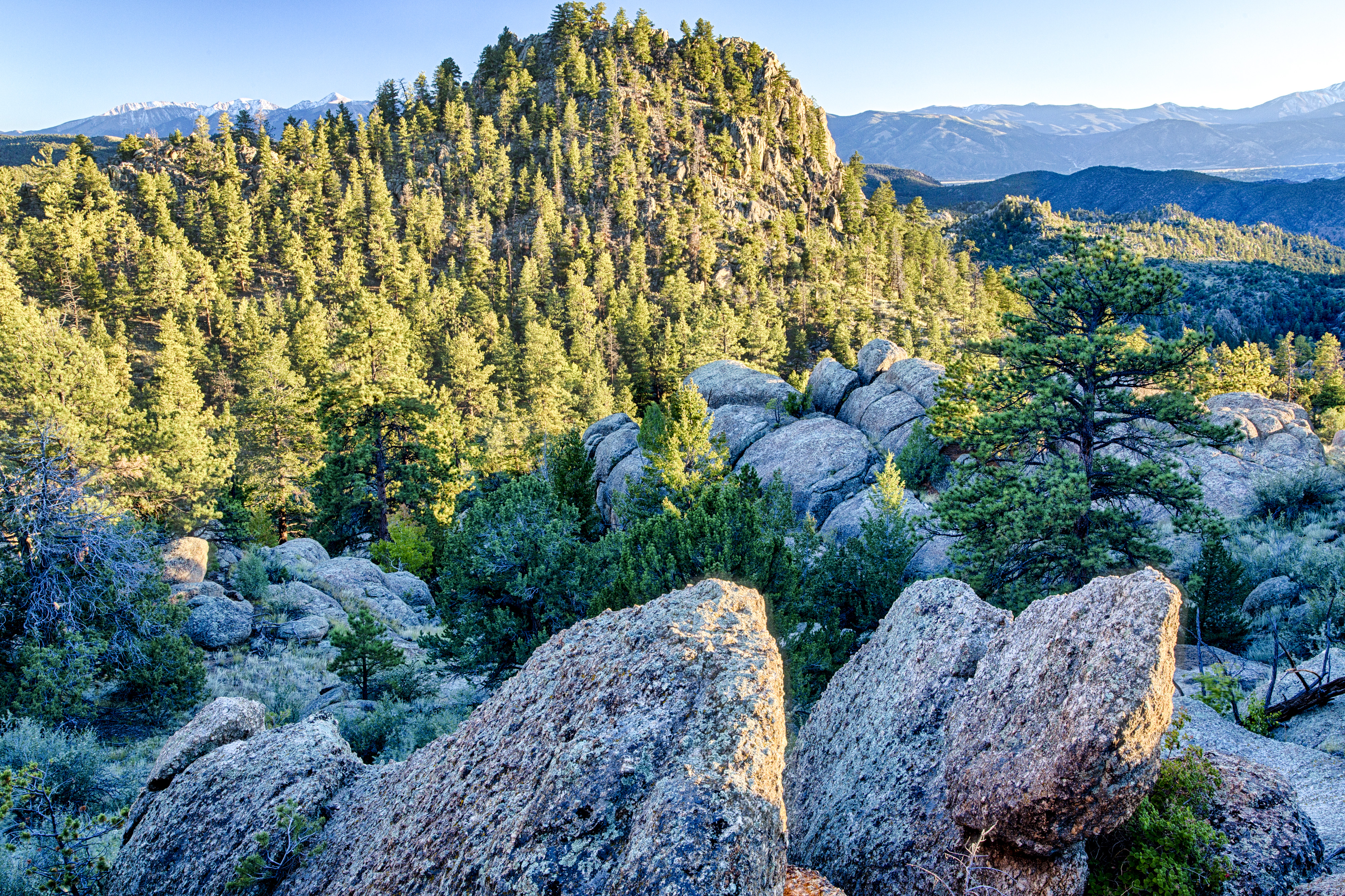
Landschaftsaufnahme

Unter den Säugetierarten im Gebiet befinden sich Dickhornschaf, Maultierhirsch, Wapiti, Rotfuchs, Graufuchs, Kojote, Puma und Schwarzbär.
Es kommen die Greifvogelarten Truthahngeier, Steinadler, Präriebussard, Rotschwanzbussard und Präriefalke vor. Die Eulenarten Virginia-Uhu, Westkreischeule und Sägekauz sind im Gebiet zu finden. Weitere Vogelarten sind Truthuhn, Blauhäher, Fahlstirnschwalbe, Carolinataube und Meisenhäher.

## Menschen im Gebiet
Die Indianer Amerikas bewohnen dieses Gebiet seit mindestens 10.000 Jahren. Im Bereich des von Obama ausgewiesenen Browns Canyon  National Monument liegen 18 nachgewiesene archäologische Fundstellen, darunter 5 prähistorische. Die Fundstätten reichen bis in die frühen archaischen und möglicherweise paläoindischen Periode 8000 bis 13.000 Jahre zurück.